# Копкульский сельсовет
Копкульский сельсовет — сельское поселение в Купинском районе Новосибирской области Российской Федерации.
Административный центр — село Копкуль.

## История
Статус и границы сельского поселения установлены Законом Новосибирской области от 2 июня 2004 года № 200-ОЗ «О статусе и границах муниципальных образований Новосибирской области»

## Население
| 2002  | 2010  | 2012  | 2013  | 2014  | 2015  | 2016  |
| ----- | ----- | ----- | ----- | ----- | ----- | ----- |
| 1915  | ↘1664 | ↘1610 | ↘1567 | ↘1529 | ↗1539 | ↘1525 |
| 2017  | 2018  | 2019  | 2020  | 2021  |       |       |
| ↘1500 | ↘1475 | ↘1471 | ↘1440 | ↘1410 |       |       |

## Состав сельского поселения
| № | Населённый пункт | Тип населённого пункта       | Население |
| - | ---------------- | ---------------------------- | --------- |
| 1 | Вороновка        | деревня                      | ↘277      |
| 2 | Копкуль          | село, административный центр | ↘675      |
| 3 | Новоказарино     | деревня                      | ↘197      |
| 4 | Чумашки          | село                         | ↘515      |

### Упразднённые населённые пункты
- Гагарино — упразднённая в 1980 году деревня.
- Заозёрное — упразднённая в 1980 году деревня.
- Злыдоровка или Злыдаревка — упразднённая в 1977 году деревня.
- Тополёвик  — упразднённый в 1975 году посёлок.